# Dowa (district)
Dowa is een district in het midden van Malawi. De hoofdstad van het district heet ook Dowa. Het district heeft een inwoneraantal van 411.387 en een oppervlakte van 3041 km².